# Zastraszanie
Zastraszanie, grożenie – informowanie kogoś o zamiarze lub możliwości podjęcia lub zaniechania działań, na skutek czego zastraszana osoba znajdzie się w sytuacji przez nią niepożądanej. Zastraszanie z reguły jest społecznie potępiane, ale są wyjątki. Na przykład, kiedy po zmroku idziemy pustą ulicą pewnym krokiem i robiąc groźną minę, to jest mniej prawdopodobne, że staniemy się ofiarą rozboju.
Zastraszanie często przybiera formę niejawną, poprzez:
- techniki autoprezentacji np. robienie groźnych min, zaciskanie pięści
- pozornie niewinne chwalenie się np. znajomościami z przełożonym w zakładzie pracy, władzą, policją, światem przestępczym
- opowiadaniem, że się kogoś pobiło, zwłaszcza z błahego powodu, np. niewielką zniewagę
- deklarowaniem posiadania broni, czy znajomością sztuk walki np. karate.

Groźba może być:
- bezwarunkowa np. zapowiedź zemsty.
- warunkowa (szantaż).

W systemie prawnym istnieje pojęcie groźby bezprawnej, czyli takiej, która może mieć konsekwencje prawno-sądowe. W systemie społecznym zjawisko groźby może być też pozytywne, gdyż złamanie zasad współżycia społecznego zagrożone jest różnymi karami, nie wyłączając utraty wolności czy nawet życia.
Z zastraszaniem wiąże się także pojęcie przemocy i lęku.